# Киевский союз русских рабочих
Киевский союз русских рабочих — русская монархическая патриотическая организация, действовавшая в Киеве в 1906—1917 годах. Предтечей Союза было созданное четырьмя киевскими рабочими во главе с литографом К. И. Цитовичем в сентябре 1904 года «Патриотическое содружество рабочих». В 1906 году оно было зарегистрировано и получило название «Киевский союз русских рабочих».
Численность — более 3 тысяч человек, в основном ремесленники и работники небольших мастерских. Евреи в Союз не принимались.
Целями Союза являлись:
1. объединение рабочих всех разрядов, а равно и всех других лиц различных сословий и состояний обоего пола в деле служения и защиты Православия, Самодержавия, Русского Монарха, Русской народности, единой, неделимой России,
2. споспешествование всеми законом дозволенными средствами, в особенности же на началах взаимопомощи, развитию материального, умственного, религиозно-нравственного благосостояния Русских рабочих,
3. предотвращение законными же средствами всех видов деятельности лиц и учреждений, направленных к разорению Государства, к уничтожению промышленности и прекращению правильного течения работ на фабриках, заводах, в мелких ремесленно-промышленных заведениях и частных мастерских,
4. борьбу мирными и законными средствами со всеми видами несправедливого, незаконного и нечестного отношения как работодателей к рабочим и их труду, так и рабочих к работодателям. Особое внимание обращает на положение в ремесленных заведениях рабочих-учеников и подмастерьев, на отношение к ним лично и их учению и труду со стороны евреев.

Союз был закрыт в 1917 году, а его последний руководитель К. И. Цитович расстрелян ЧК в 1919.

## Руководители
- К. И. Цитович (с основания до 24 сентября 1906);
- М. В. Гневушев (будущий священномученик епископ Макарий; с 24 сентября 1906 по 3 августа 1907),
- Б. М. Юзефович (с 3 августа 1907 по ноябрь 1908),
- А. И. Евский (ноябрь 1908 по 1913).
- К. И. Цитович (1913 по 1917).